# Imper, Harghita
Imper (în maghiară Kászonimpér, Impérfalva) este un sat în comuna Plăieșii de Jos din județul Harghita, Transilvania, România.

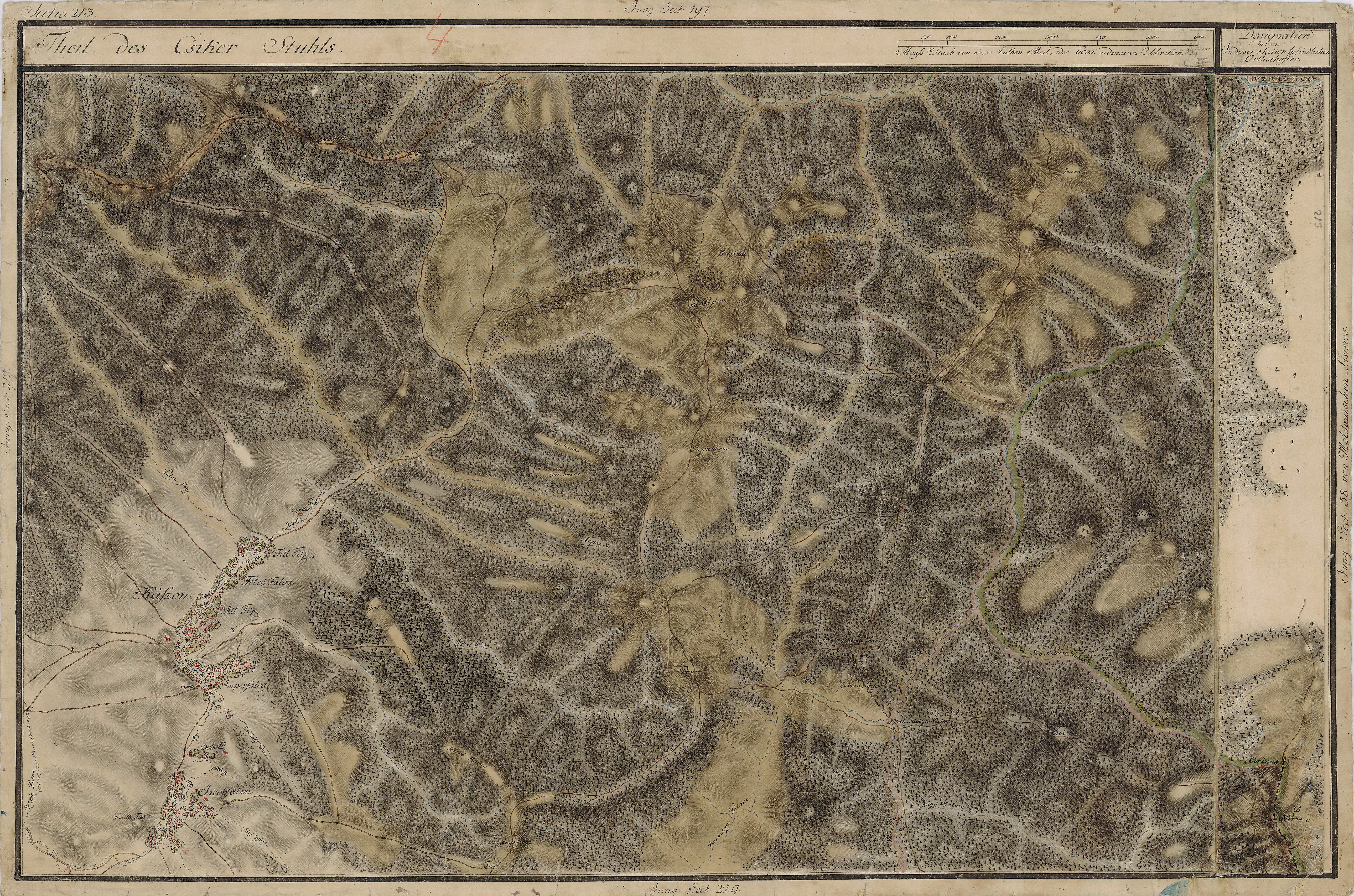
Imper în Harta Iosefină a Transilvaniei, 1769-1773

## Monumente
- Castelul Balási, sec. al XIX-lea
- Biserica greco-catolică din 1889 (în prezent ortodoxă).
- Capela Bornemisza

 Acest articol despre o localitate din județul Harghita este deocamdată un ciot. Puteți ajuta Wikipedia prin completarea lui.